# 1608 en littérature
| Années de la littérature : 1605 - 1606 - 1607 - 1608 - 1609 - 1610 - 1611    |
| Décennies de la littérature : 1570 - 1580 - 1590 - 1600 - 1610 - 1620 - 1630 |

Cet article présente les faits marquants de l'année 1608 en littérature.

## Évènements
- 3 janvier : la bible de Maciejowski est offerte par le cardinal Bernard Maciejowski, évêque de Cracovie, à Abbas Ier le Grand[1].
- 14 mai-3 octobre : parti de Douvres, Thomas Coryate effectue un tour d'Europe ; il visite Paris, Turin, Venise (24 juin), puis rentre par Zurich, Strasbourg, Francfort et les Pays-Bas. Il publie le journal de son voyage en 1611 sous le titre Coryat's Crudities[2].
- 12 juin-19 août : Juan Ruiz de Alarcón retourne en Nouvelle-Espagne (Mexique) après ses études à Salamanque[3].

- Ouverture du salon de l'Hôtel de Rambouillet, haut-lieu de la préciosité[4]. Jusqu'en 1648-1652, Madame de Rambouillet anime, dans son hôtel parisien, l’un des plus brillants salons littéraires de l’époque[5] (Condé, Montausier, Richelieu, Madame de La Fayette, Madame de Sévigné, la duchesse de Longueville, Madame de Sablé, Benserade, Jean Chapelain, Vincent Voiture, Guez de Balzac, Madeleine et Georges de Scudéry, …).

## Parutions
- 23 avril : Mathurin Régnier obtient un privilège du roi pour imprimer ses dix premières Satires, qu'il cède le 13 mai à Toussaint du Bray, éditeur à Paris, qui le publie sous le titre Les premières œuvres ou satyres de Regnier[6].

- 25 juin : le correcteur Francisco Murcia de la Llana autorise la publication de la troisième édition madrilène du roman de Miguel de Cervantes Saavedra, El ingenioso hidalgo don Quixote de la Mancha. Primera parte, publié à Madrid chez Juan de la Cuesta, une édition très modifiée de celle de 1605[7].

- 8 août : François de Sales signe à Annecy la préface de son ouvrage Introduction à la vie dévote[8], qui obtient un permis d'imprimer à Lyon les 7 et 8 septembre[9].

- Au Japon, publication d'une version illustrée de l'Ise monogatari[10],[11].
- Francesco Maria Guazzo oublie à Milan le Compendium maleficarum ( « Compendium de sorcières » )[12].

## Naissances
- 9 décembre : John Milton, poète et pamphlétaire anglais  († 1674).

## Décès
- 16 février : Nicolas Rapin, écrivain français (né en 1535).
- 19 avril : Thomas Sackville de Dorset, poète anglais. (° 1536).